# Газопереробний завод Табія
Газопереробний завод Табія — підприємство сирійської нафтогазової промисловості, розташоване на сході країни.
Завод, який став до ладу у 2001—2002 роках, мав працювати з двома типами сировини:
- супутнім газом 22 нафтових родовищ, розташованих на лівобережжі Євфрату, для доставки ресурсу з яких створили газозбірну мережу протяжністю 180 кілометрів;
- продукцією газоконденсатного родовища Табія, для розробки якого обрали технологію сайклінг-процесу, що передбачає зворотнє закачування газу, з якого вилучили газовий конденсат та зріджений нафтовий газ (пропан-бутанову фракцію).
За проєктом добові поставки супутного газу мали становити 5 млн м3, тоді як з Табії розраховували отримувати 8 млн м3 газу.
Проєктна добова потужність ГПЗ становить 4,2 млн м3 товарного газу (не рахуючи ресурсу, що закачується назад до Табії), 15 (за іншими даними — 19) тисяч барелів конденсату та 600 тонн зрідженого нафтового газу.
Видача товарного газу відбувається по трубопровідній системі Табія – Захід, а конденсат домішується до нафти.
Проєкт реалізували на паритетних засадах компанії Conoco та Elf Aquitaine (наразі стала частиною французького енергетичного гіганта Total).